# NGC 3894
NGC 3894 est une galaxie elliptique située dans la constellation de la Grande Ourse. NGC 3894 a été découverte par l'astronome germano-britannique William Herschel en 1790.

## Caractéristiques
NGC 3894 est une galaxie LINER, c'est-à-dire une galaxie dont le noyau présente un spectre d'émission caractérisé par de larges raies d'atomes faiblement ionisés.

### Distance
Sa vitesse par rapport au fond diffus cosmologique est de 3 376 ± 18 km/s, ce qui correspond à une distance de Hubble de 49,8 ± 3,5 Mpc (∼162 millions d'al).
À ce jour, une mesure non basée sur le décalage vers le rouge (redshift) donne une distance d'environ 48,200 Mpc (∼157 millions d'al).

### Radiogalaxie
NGC 3894 une radiogalaxie à spectre continu (Flat-Spectrum Radio Source) qui présente un jet d'onde radio. Enfin, la base de données NASA/IPAC qualifie cette galaxie de WLRG, ce qui signifie Weak-Lined Radio Galaxy.

### Blazar
Selon la base de données Simbad, NGC 3894 est une galaxie active contenant un blazar.

## Groupe de NGC 3963
La galaxie NGC 3894 fait partie d'un groupe de galaxies qui compte au moins huit membres, le groupe de NGC 3963. Sept galaxies de ce groupe sont indiquées dans un article publié par A.M. Garcia en 1993, soit NGC 3770, NGC 3809, NGC 3894, NGC 3895, NGC 3958, NGC 3963 et UGC 6732.
Abraham Mahtessian mentionne aussi ce groupe dans un article publié en 1998 en y ajoutant la galaxie NGC 3835A désignée comme 1144+6034 pour CGCG 1144,6+6034. Dans cet article, UGC 6732 est désigné comme 1142+5915 pour CGCG 1142,8+5915.
NGC 3894 et NGC 3895 sont à peu près à la même distance de la Voie lactée, soit respectivement à 49,8 Mpc et 49,5 Mpc. Comme elles sont côte à côte sur la sphère céleste, elles forment une paire de galaxies. Cependant, l'image obtenue des données de l'étude SDSS ne montre pas de signes évidents de déformation indiquant des galaxies en interaction gravitationnelle.